# Виден
 Тази статия е за селото в Южна България.  За върха в Конявска планина вижте Виден (връх).  
Виден е село в Южна България. То се намира в община Павел баня, област Стара Загора.

## География
Намира се в подножието на Средна гора, на мястото, където река Тунджа се влива в язовир Копринка.

## История
До 1906 година името на селото е Карагитлии. Село Виден е голямо село до 1960 г. (800 жители), но строежът на язовира залива по-голямата част от селото и изселва много от тях, преселват се на 2 km в Павел баня.

## Религии
Източноправославни – 100%.

## Обществени институции
- Специално училище за деца с говорни увреждания.

## Културни и природни забележителности
Красива и чиста природа с много чист и свеж въздух.
- Потопената от язовир
- Църквата и камбанарията
- Църквата отпред
- Църквата отзад

## Други
Местните жители си основават Клуб на пенсионера „Добри сърца“ през 2004 г.

### Кухня
- Доматена попара, Пинерлия, Тутманик